# Забуне
Забуне (енгл. The Comedy of Errors) јесте комедија Виљема Шекспира написана око 1593. године. Комедију су на српски језик превели Живојин Симић и Сима Пандуровић.

## Ликови
| - Солин, војвода Ефеса - Егејон, трговац из Сиракузе - Антифол из Ефеса и Антифол из Сиракузе, близанци, синови Егејона и Емилије - Дромио из Ефеса и Дромио из Сиракузе, близанци, робови два Антифола - Валтазар, трговац - Анџело, златар | - Први трговац, пријатељ Антифола из Сиракузе - Други трговац, коме је Анџело дужник - Пинч, учитељ - Емилија, Егејонова жена, игуманија у Ефесу - Адријана, жена Антифола из Ефеса - Луцијана, њена сестра - Луција, Адријанина служавка - Милосница |

## Радња
Драма се дешава у Ефесу.

### Први чин
Након што је владар Сиракузе погубио неке трговце из Ефеса, Егејон, трговац из Сиракузе, ухапшен је и бачен у тамницу у Ефесу. На питање војводе откуда он ту, Егејон му исприча као је имао жену и синове близанце, којима је као робове купио пар близанаца, али је жену и млађег сина (и једног од робова) изгубио у бродолому, иако је видео да су их спасили неки рибари из Коринта, после чега им се изгубио сваки траг. Када му је старији син Антифол напунио осамнаест година, кренуо је са својим робом Дромијом на пут да тражи брата. Од тада је прошло пет година, и сам Егејон је кренуо да тражи своје синове, и тако се нашао у Ефесу. Војвода се сажали на њега, и да му рок до вечери да сакупи откуп од хиљаду дуката, иначе по закону мора умрети. За то време, Антифол и Дромио су већ у Ефесу, али су се спасили лукавством, тврдећи да су из Епидамна. Антифол пошаље Дромија да однесе његов новац - хиљаду дуката - у крчму, али убрзо затим сретне другог Дромија и погрешно га сматра за свог слугу, као што Дромио из Ефеса погрешно сматра Антифола из Сиракузе за свог господара. Антифол из Сиракузе тражи свој новац, док му Дромио из Ефеса одговара да га жена зове на ручак. Верујући да се ради о несланој шали, Антифол га нападне, али Дромио утекне.

### Други чин
Адријана и Луцијана чекају Антифола из Ефеса на ручку. Долази Дромио из Ефеса и каже им да му је господар полудео, да је тражио некакав новац и рекао да нема ни жену ни кућу. Адријана мисли да јој је муж неверан и зато избегава да се врати кући, и мучи је силна љубомора.
За то време, Антифол из Сиракузе је нашао свој новац и свог слугу у крчми, где их је и послао, али ипак казни Дромија због претходне неслане шале. Дромио трпи батине, иако ништа не схвата. Утом се појаве Адријана и Луцијана, и обраћају им се као свом мужу, зету и слузи. На њихово наваљивање да пође кући, Антифол најзад пристане, верујући да се ради о некаквој магији којој је опасно противити се.

### Трећи чин
У Адријаниној кући, Антифол из Сиракузе открива да га веома привлачи сестра његове „жене“, Луцијана, и почне да јој се удвара. Она је пријатно дирнута његовом пажњом, али забринута због њихових моралних импликација. Након што она изађе, Дромио из Сиракузе објављује да је открио да има жену: Нел, ружну кухињску служавку. Сиракужани одлучују да оду што је пре могуће, а Дромио бежи да направи планове за путовање. Антифолу из Сиракузе тада долази Анђело, златар, који тврди да је Антифол од њега наручио златни ланац. Антифол је приморан да прими ланац, а Анђело каже да ће касније доћи по новац.
Антифол из Ефеса се враћа кући на вечеру и бесан је откривши да му Дромио из Сиракузе, који чува капију, грубо одбија улазак у сопствену кућу. Спреман је да развали врата, али га пријатељи наговоре да не прави сцену. Уместо тога, одлучује да вечера са куртизаном.

### Четврти чин
Антифол Ефески шаље Дромија Ефеског да купи конопац како би могао да истуче своју жену Адријану зато што му је закључала врата, а затим му прилази Анђело, који тражи паре за ланац. Он пориче да је примио робу и одмах бива ухапшен. Док га одводе, стиже Дромио из Сиракузе, након чега га Антифол шаље назад у Адријанину кућу да донесе новац за кауцију. Након што је извршио овај задатак, Дромио из Сиракузе грешком испоручује новац Антифолу из Сиракузе. Куртизана опази Антифолов златни ланац и каже да јој га је обећао у замену за њен прстен. Сиракужани то поричу и беже. Куртизана одлучује да каже Адријани да је њен муж луд. Дромио из Ефеса се враћа ухапшеном Антифолу из Ефеса, са конопцем. Антифол је бесан. Адријана, Луција и куртизана долазе са чаробњаком по имену Пинч, који покушава да ослободи Ефежане злих духова, и они су везани и одведени у Адријанину кућу. Долазе Сиракужани са мачавима, и сви беже од страха, верујући да су то Ефежани који су се некако олободили окова.

### Пети чин
Адријана се враћа са слугама, који покушају да вежу Сиракужане. Они траже уточиште у оближњем манастиру, где их игуманија узме у заштиту. Најзад улази игуманија са близанцима из Сиракузе и сви почињу да схватају забуне тог дана. Не само да су се два пара близанаца поново спојила, већ и игуманија открива да је она Егејонова жена, Емилија. Војвода помилује Егејона. Сви одазе у опатију да прославе поновно уједињење породице.